# Slobozia (Voinești), Iași
Slobozia este un sat în comuna Voinești din județul Iași, Moldova, România.